# Rhinogobius zhoui
Cá bống mũi tê giác (Danh pháp khoa học: Rhinogobius zhoui) là một loài cá trong chi Rhinogobius, hiện chúng là loài cá cảnh đẹp và có giá trị.

## Môi trường sống
Cá bống mũi tê giác là loài cá hiếm tại các dòng suối tại Quảng Đông - Trung Quốc. Môi trường sống của cá bống mũi tê giác trong thiên nhiên là những dòng thác suối chảy dồi dào oxi, có nhiều lá cây và cây thủy sinh, gỗ lũa. Mùa mưa lớn sẽ làm nước tại môi trường chúng sống trở nên đục ngầu, Nước chạy xiếc mạnh xối xã, và mực nước cũng dân lên cao. Tuy nhiên chúng vẫn sống và thích nghi tốt. 

## Đặc điểm
Với đặc điểm thân hình đỏ như lửa và chiếc mũi nhô lên như sừng tê giác. Cá trống có kích thước lớn hơn cá mái, và đặc biệt màu sắc cá trống phát triễn đậm đẹp nổi bật hơn. Những vành biên màu xanh hơi tươi sáng sẽ xuất hiện ở cá trống ở phần vây lưng và vây đuôi.Trong khi đó cá mái ở những bộ phận vây đuôi và vây lưng thay thế bằng những vành đỏ sậm tối. Cá bống mũi tê giác thích ăn đồ sống như trùn chỉ, atermia, lăng quăng. Cá bống mũi tê giác khá hiền lành nên có thể nuôi kết hợp với các loại cá thủy sinh, đặc biệt là các loại cá bơi ở tầng nước mặt. 

## Sinh sản
Trong giai đoạn sinh sản cá trống trở nên hung hăn và đánh các con cá trống khác. Đến giai đoạn này thì cá mái thường chủ động tán tĩnh cá trống, và cá mái có thể tấn công cá trống nếu chú cá trống đó không chấp nhận tham gia cuộc chơi chuẩn bị hợp tác cho cá mái đẻ trứng. Số lượng trứng khoảng 30 - 60 Trứng. Quá trình ấp trứng kéo dài từ 13 -21 ngày có thể tách cá mái nhưng tuyệt đối không được tách cá trống, vì cá trống làm nhiệm vụ chăm sóc trứng trừ trường hợp một số cá trống thiếu kinh nghiệm sẽ ăn luôn cả trứng. Chúng đẻ trứng trên các mặt phẳng trong các hóc khe đá, cá trống có nhiệm vụ bảo vệ cho đến khi trứng nỡ. 